# Mother Focus
Mother Focus is het vijfde studioalbum van de Nederlandse progrockband Focus. 

## Musici
- Thijs van Leer — toetsinstrumenten, fluit
- Jan Akkerman — gitaar
- Bert Ruiter — basgitaar, zang (op I Need a Bathroom)
- David Kemper — drums
- Colin Allen — drums op I Need a Bathroom

## Tracklist
| Nr. | Titel                                                | Duur |
| --- | ---------------------------------------------------- | ---- |
| 1.  | Mother Focus (B. Ruiter, J. Akkerman, Th. van Leer)  | 3:03 |
| 2.  | I Need A Bathroom (B. Ruiter)                        | 3:02 |
| 3.  | Bennie Helder (Th. van Leer)                         | 3:31 |
| 4.  | Soft Vanilla (B. Ruiter)                             | 3:00 |
| 5.  | Hard Vanilla (B. Ruiter)                             | 2:35 |
| 6.  | Tropic Bird (B. Ruiter)                              | 2:42 |
| 7.  | Focus IV (Th. van Leer)                              | 3:55 |
| 8.  | Someone's Crying ..... What! (J. Akkerman)           | 3:18 |
| 9.  | All Together! ..... Oh That! (J. Akkerman)           | 3:40 |
| 10. | No Hang Ups (P. Stoppelman)                          | 2:54 |
| 11. | My Sweetheart (B. Ruiter, J. Akkerman, Th. van Leer) | 3:35 |
| 12. | Father Bach (Th. van Leer)                           | 1:30 |